# Virginijus Šmigelskas
Virginijus Šmigelskas (*  2. Januar 1961 in Maišiagala, Rajongemeinde Vilnius) ist ein litauischer  Politiker, Seimas-Mitglied.

## Leben
Šmigelskas wuchs in Širvintos auf. Ab 1975 lernte er in der Sportschule-Internat in Panevėžys. Nach dem Abitur 1979 absolvierte Šmigelskas 1985 das Diplomstudium der Regie  sowie von 1994 bis 1999  studierte  Rechtswissenschaft an der Vilniaus universitetas. Von 1987 bis 1989 war er Direktor im Kulturhaus der Rajongemeinde Širvintos. Von 1993 bis 1995 leitete Šmigelskas eine ethnische Stiftung und von 1995 bis 1999 die Stiftung Blokados fondas als Direktor. Von 1999 bis 2000 arbeitete er als Jurist im Energieunternehmen AB Vilniaus šilumos tinklai. Von 1997 bis 2000 war Šmigelskas Mitglied im Rat der Stadtgemeinde Vilnius und 2000 im Seimas. 2000 lehrte  er die Sozialpolitik an der Pedagoginis universitetas in Vilnius.
Von 1995 bis 2000 war Šmigelskas Mitglied der Lietuvos centro sąjunga,
ab 2004 der Valstiečių ir Naujosios demokratijos partijų sąjunga, ab 2005 der Lietuvos valstiečių liaudininkų sąjunga.
Šmigelskas ist geschieden und hat zwei Kinder.